# Aufgehender Mond

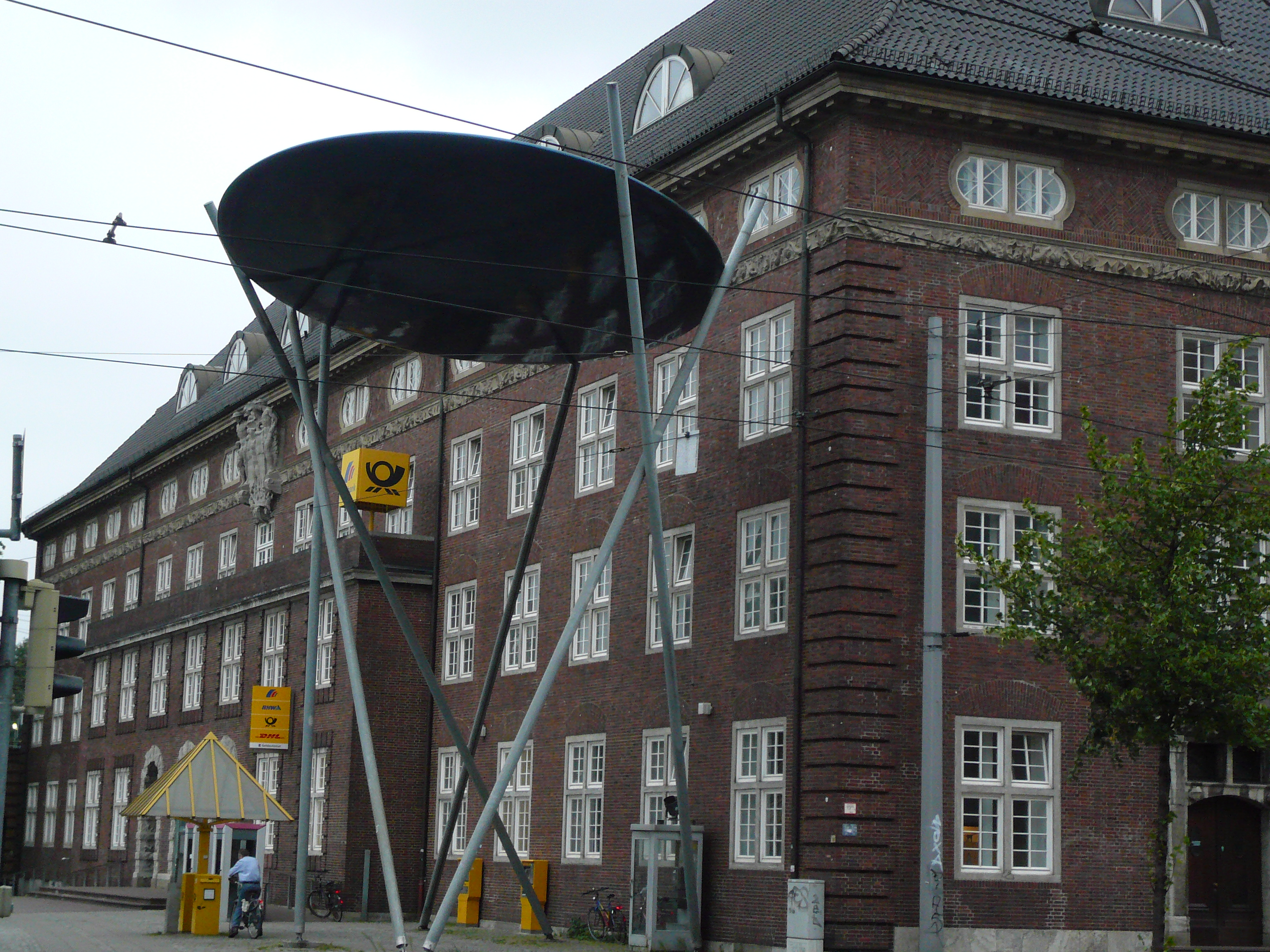
Aufgehender Mond

Der Aufgehende Mond ist eine Skulptur in Bremen-Mitte vor der Eingangsfassade des ehemaligen Postamtes 5, An der Weide 50, beim Hauptbahnhof Bremen. Sie wird in der Liste der Denkmale und Standbilder der Stadt Bremen geführt.
Die große runde Scheibe aus Kunststoff mit einem Durchmesser von 9 Metern stammt 1990 vom Linzer Architekten Manfred Ortner. Die Skulptur entstand in Zusammenarbeit mit der österreichischen Künstlergruppe Haus-Rucker-Co.
Die große blaue Mondscheibe wird von langen Stützen aus feuerverzinktem Stahlrohr getragen. Die Kulturbehörde schreibt dazu: „Abends ist die Scheibe von unten beleuchtet und der ‚Mond‘ erscheint in seiner Helligkeit wie am Himmel. Die wie zufällig daneben stehende Telefonzelle gehört zum Gesamtkunstwerk“.
Das Objekt entstand im Zuge des Umbaus des Postamtes und befand sich bis 2000 an der Gustav-Deetjen-Allee/Ecke An der Weide.